# سنت هلنس (اورگن)
سنت هلنس (به انگلیسی: St.Helens) شهری در شهرستان کلمبیا ایالت اورگن است و در سرشماری سال ۲۰۱۱ میلادی، ۱۲٬۸۸۳ نفر جمعیت داشته که نسبت به سال ۲۰۱۰، ۰٫۰۵ درصد رشد جمعیت داشته‌است.

## موقعیت جغرافیایی
موقعیت جغرافیایی شهرها و مناطق اطراف به شرح زیر است: